# Ernst Pretzel

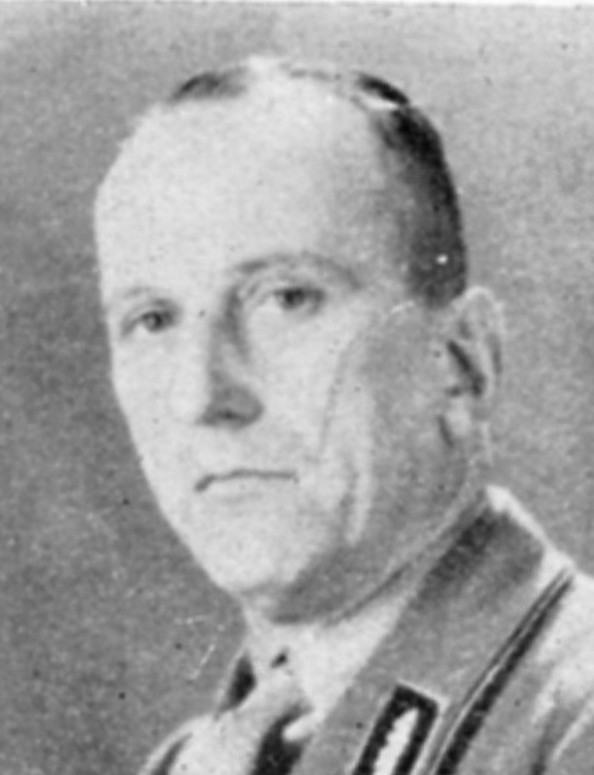
Ernst Pretzel, um 1933

Ernst Georg Pretzel (* 5. März 1887 in Berlin; † 26. September 1953 in Uslar) war ein deutscher Politiker (NSDAP). 

## Leben und Wirken

### Herkunft und früher Werdegang
Pretzel wurde als Sohn des Fabrikbesitzers Franz Pretzel und seiner Ehefrau Anna, geborene Gollert, geboren. In seiner Jugend besuchte er das Zehlendorfer Gymnasium. Nach dem Abitur wurde er an der Landwirtschaftlichen Schule in Dahme ausgebildet. Später gehörte er zeitweise der preußischen Armee an, in der er am 1. September 1912 zum Vizefeldwebel befördert wurde.
Von 1914 bis 1918 nahm Pretzel mit dem Infanterie-Regimentern 8 und 498 am Ersten Weltkrieg teil. Während des Krieges wurde er zum 16. Oktober 1915 zum Leutnant der Reserve befördert, zweimal verwundet und mit dem Eisernen Kreuz beider Klassen. Später erhielt er außerdem das Verwundetenabzeichen.
Nach dem Krieg lebte Pretzel als Kaufmann in Berlin.

### Betätigung in der NS-Bewegung
Politisch stand Pretzel seit Anfang der 1930er Jahre im Lager der extremen politischen Rechten: Zum 1. November 1930 trat er der NSDAP bei (Mitgliedsnummer 348.137), in der er unter anderem Aufgaben als Zellenobmann der Partei übernahm.
Ebenfalls Ende 1930 trat Pretzel in die Sturmabteilung (SA) ein, in der er als Protegé des Grafen Helldorff Karriere machte. Seine homosexuelle Neigung, die in anderen Teilen der SA, nicht aber in der Umgebung Helldorffs, gerne gesehen war, verschwieg er dabei: Zum 15. Dezember 1930 wurde er zunächst zum SA-Führer in Berlin-Pankow ernannt, bevor er zum 8. April 1931 zum kommissarischen Sturmführer beim Sturm 29/4 ernannt wurde. Bald danach wurde er zum 2. April 1931 zum Adjutant/Stabsführer der von Alfred Knüppel geführten SA-Standarte 4 Berlin bestellt. Zum 22. Februar 1932 folgte schließlich die Ernennung zum Stabsführer der von Walter Schmidt geführten SA-Untergruppe Berlin-West. Diese Stellung behielt er bis zu dem im April 1932 von der Regierung Brüning erlassenen SA-Verbot bei.
Anlässlich der nach der Aufhebung des SA-Verbotes durch die Regierung von Papen durchgeführten Neuaufstellung der SA im Juli 1932 wurde Pretzel erneut zum Stabsführer der SA-Untergruppe Berlin-West ernannt, deren Führung nun bei dem SA-Oberführer Walter Schmidt lag. Nachdem Schmidt im September 1932 aus seiner Stellung ausschied (nachdem seine teilweise jüdische Abstammung bekannt geworden war), rückte Pretzel de facto zum neuen Führer der Untergruppe auf. Er wurde schließlich mit Wirkung vom 1. März 1933 offiziell zum Führer der Untergruppe Berlin-West ernannt und gleichzeitig in den Rang eines SA-Oberführers befördert.
Von März bis November 1933 saß Pretzel des Weiteren als Abgeordneter der NSDAP im Reichstag, in dem er den Wahlkreis 3 (Potsdam II) vertrat. In dieser Zeit stimmte er unter anderem für das Ermächtigungsgesetz vom 24. März 1933, das die juristische Grundlage für die Zerschlagung der Weimarer Demokratie und die Errichtung der NS-Diktatur bildete.

### Ausschluss Pretzels aus der NSDAP und SA
Konflikte mit dem im März 1933 zum neuen SA-Chef von Berlin und Brandenburg ernannten Karl Ernst führten dazu, dass Pretzel zunächst als Stabsführer der SA-Gruppe Ostland nach Ostpreußen versetzt wurde. Nachdem er dort in den Verdacht geriet, eine homosexuelle Beziehung zu einem Mitglied der dortigen Stabswache unterhalten zu haben, wurde er im Frühjahr 1934 nach Berlin zurückversetzt, wo er ohne aktive Dienststellung zur Verfügung der Gruppe Berlin Brandenburg gestellt war. Karl Ernst, der Pretzel abfällige Äußerungen über seine Person nachtrug, begann im Frühling 1934 damit, Pretzels Ausschluss aus der SA vorzubereiten. Hierzu kam es aber nicht mehr kam, da Ernst – wie zahlreiche andere SA-Führer – im Zuge der Röhm-Affäre ermordet wurde, bevor er seine Absicht verwirklichen konnte.
Pretzel überstand zwar die Nachstellungen Ernsts und die Säuberung der SA im Zuge der „Röhm-Affäre“. Er geriet dann aber ab Herbst 1934 in den Strudel der sich zu dieser Zeit rapide verschärfenden Verfolgung von Homosexuellen im nationalsozialistischen Deutschland: Am 22. Februar 1935 wurde er aufgrund des gegen ihn gesammelten Belastungsmaterials in Untersuchungshaft genommen, nachdem er im Januar 1935 einen Strichjungen mit in seine Wohnung genommen hatte. Auf eine kurzzeitige Freilassung am 28. Februar 1935, die Pretzel mit der Erklärung, dass er außer bei dieser einen Gelegenheit niemals homosexuelle Handlungen mit anderen Männern durchgeführt habe, folgte eine erneute Verhaftung. Im März 1935 wurde er dann als Gestapo-Häftling ins KZ Lichtenburg überstellt.
Mit Wirkung vom 1. März 1935 wurde Pretzel wegen homosexueller Veranlagung und Betätigung in verschiedenen Fällen, unter Enthebung von Dienstgrad und Dienststellung, aus der SA entlassen. Durch eine einstweilige Verfügung der stellvertretenden Berliner Gauleiters Artur Görlitzers vom 13. Mai 1935 wurde Pretzel auch aus der NSDAP ausgeschlossen. Eine Beschwerde seinerseits hiergegen vom 31. Mai 1935 wurde abgewiesen. Finalisiert wurde sein Parteiausschluss durch einen Beschluss des Gaugerichts Groß-Berlin der NSDAP vom 12. August 1935.
Bemühungen Pretzels, auf dem Gnadenwege wieder in die NSDAP aufgenommen zu werden, wurden abgelehnt. Zuletzt teilte der Stab des Stellvertreters des Führers ihm unterm 31. März 1941 mit, dass sein Antrag auf gnadenweise Wiederaufnahme in die Partei auf Entscheidung Hitlers hin der Ablehnung verfalle.
Pretzel starb 1953 in Uslar. Er wurde in Einbeck im Harz beerdigt.

## Familie
Pretzel war einmal verheiratet. Aus der Ehe, die später geschieden wurde, gingen zwei Kinder hervor.

## Beförderungen
- 9. September 1932: SA-Standartenführer
- 1. März 1933: SA-Oberführer